# Кампі-Бізенціо
Кампі-Бізенціо (італ. Campi Bisenzio) — муніципалітет в Італії, у регіоні Тоскана,  метрополійне місто Флоренція.
Кампі-Бізенціо розташоване на відстані близько 250 км на північний захід від Рима, 11 км на північний захід від Флоренції.
Населення — 45 761 особа (2014).
Щорічний фестиваль відбувається 23 квітня. Покровитель — Beata Teresa Maria della Croce.

## Демографія
Населення за роками:

Станом на 1 січня 2023 року в муніципалітеті офіційно проживало 10 460 іноземців з 90 країн, серед них 1222 громадяни країн Євросоюзу та 61 громадянин України.

## Сусідні муніципалітети
- Каленцано
- Флоренція
- Поджо-а-Каяно
- Прато
- Скандіччі
- Сесто-Фьорентіно
- Сінья

## Галерея зображень

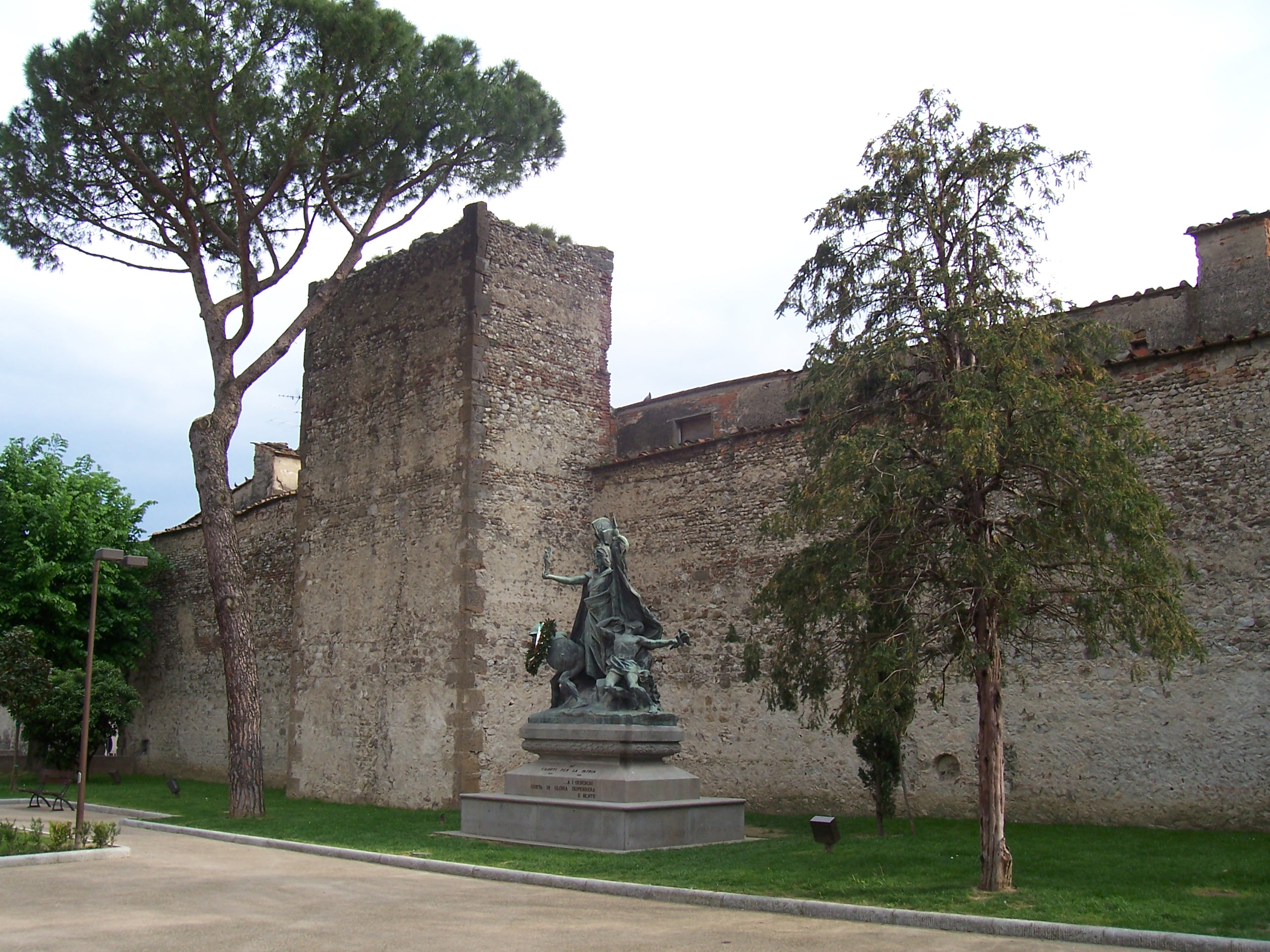
Середньовічні стіни в Кампі-Бізенціо
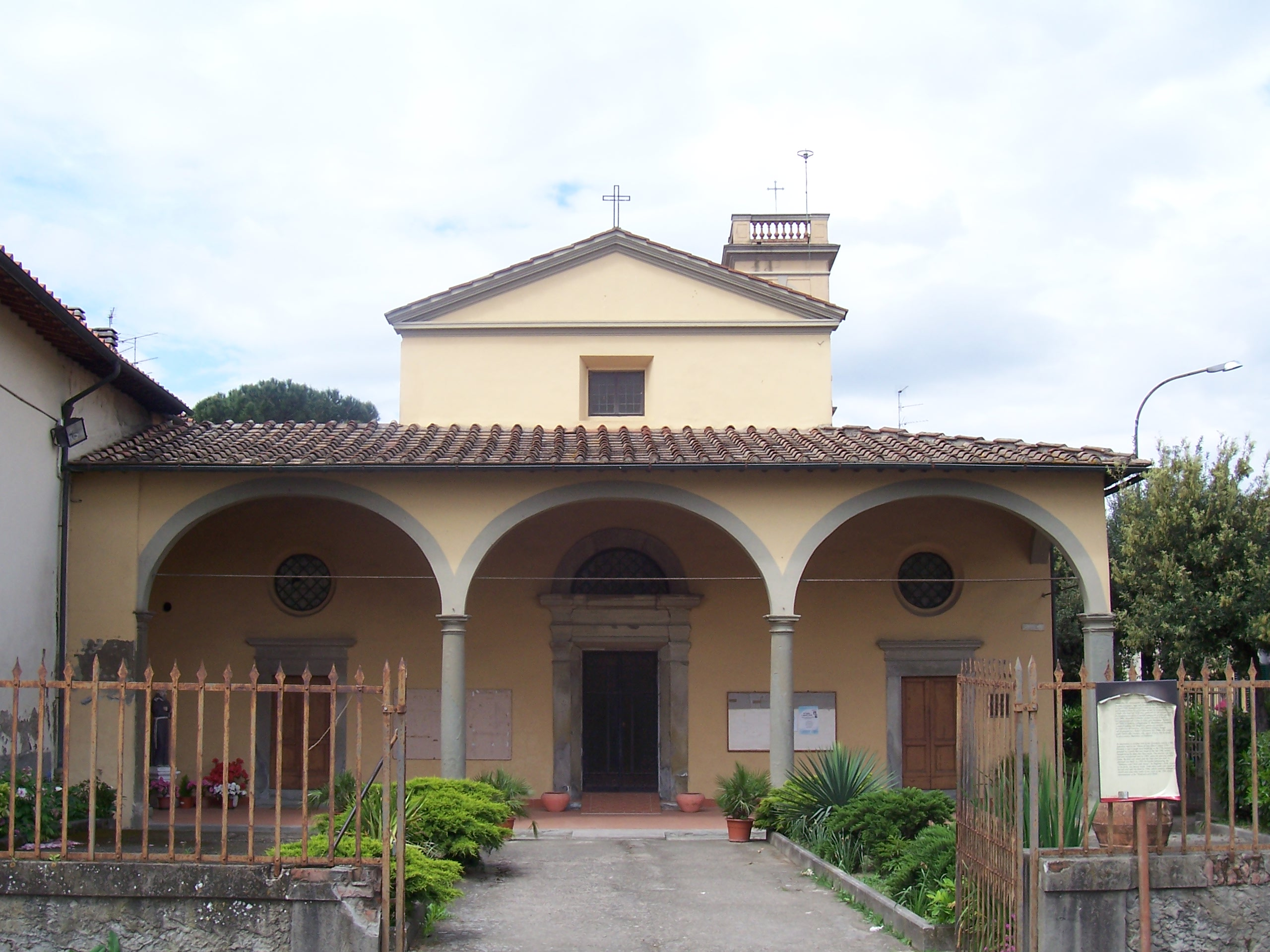
Церква Св.Петра в Понті
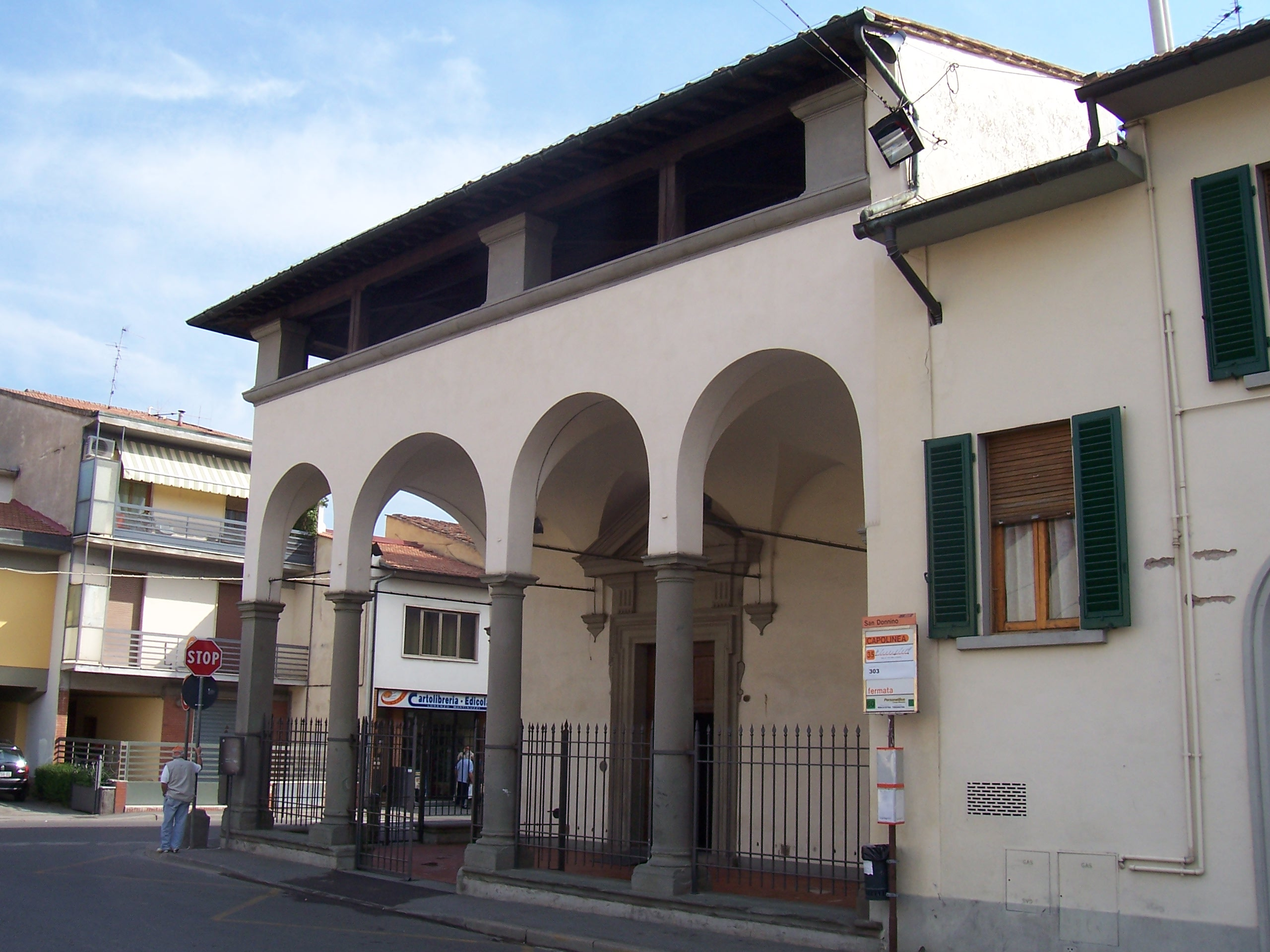
Церква Св.Андрія в Сан-Донніно
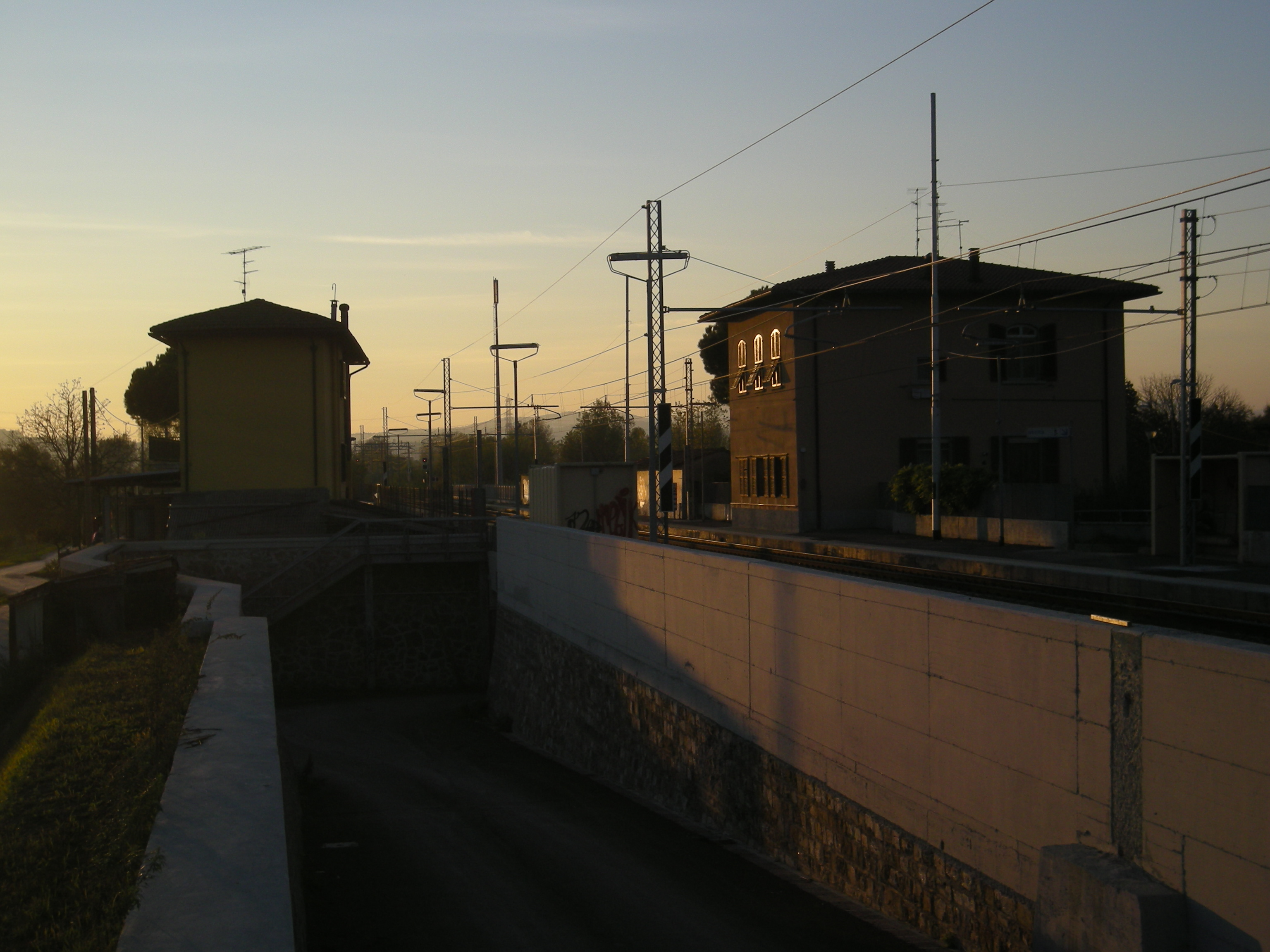
Залізнична станція в Сан-Донніно